# Regno tolemaico di Cipro
Il Regno tolemaico di Cipro (in greco antico: Πτολεμαϊκὴ βασιλεία τῆς Κύπρου?, Ptolemaikḕ Basilèiā tḕs Kýprū) è stato un regno del mondo antico di cultura ellenistica.

## Storia
Il regno nacque come stato indipendente per la prima volta nel 106 a.C., quando Tolomeo IX Sotere Latiro scappò dall'Egitto e si proclamò re dell'isola. Quando poi Tolomeo IX tornò ad essere faraone nell'88 a.C., il regno ridiventò parte del regno tolemaico d'Egitto. Nell'80 a.C. il regno riacquisì indipendenza quando il nuovo faraone Tolomeo XII Aulete nominò il fratello minore, Tolomeo di Cipro, re dell'isola. Il dominio tolemaico finì nel 58 a.C., quando la repubblica romana decise di annettere l'isola per una legge del tribuno della plebe Publio Clodio Pulcro (la Lex Clodia de Rege Ptolemaeo et de exsulibus Byzantinis), che inviò Marco Porcio Catone a conquistarla.